# Saison 1996-1997 des Celtics de Boston
La saison 1996-1997 des Celtics de Boston est la 51e saison de la franchise américaine de la National Basketball Association (NBA).
Célébrant son 50e anniversaire comme l’une des franchises originales de la NBA, les Celtics connaissent des difficultés toute la saison, perdant des joueurs comme Dino Radja, Dana Barros, Dee Brown, Greg Minor et Pervis Ellison à cause de blessures. L’équipe connaît sa pire saison en affichant une série de 13 défaites entre février et mars, puis en perdant dix matchs d’affilée vers la fin de la saison. Les Celtics perdent 34 de leurs 38 derniers matchs en terminant à la dernière place de la division Atlantique avec un bilan de 15-67, ce qui est le pire bilan de l’équipe dans l’histoire de la franchise. Le rookie, Antoine Walker, mène l’équipe avec 17,5 points et 9,0 rebonds par match, tout en étant sélectionné dans la All-Rookie First Team.
À l'issue de la saison, l’entraîneur M. L. Carr est congédié, Rick Fox signe en tant qu'agent libre avec les Lakers de Los Angeles, David Wesley signe avec les Hornets de Charlotte, Todd Day signe avec le Heat de Miami et l'ailier Eric Williams est échangé avec les Nuggets de Denver. C'est aussi la dernière saison de Radja en NBA, puisqu'après avoir échoué son examen physique, en annulant un échange avec les 76ers de Philadelphie pendant l’intersaison, il est retourné jouer en Europe.

## Draft
| Tour | Rang | Joueur         | Position | Nationalité | Provenance |
| ---- | ---- | -------------- | -------- | ----------- | ---------- |
| 1    | 6    | Antoine Walker | SF/PF    | États-Unis  | Kentucky   |
| 2    | 38   | Steve Hamer    | C        | États-Unis  | Tennessee  |

## Classements de la saison régulière
| Conférence Est | Conférence Est         | Conférence Est | Conférence Est | Conférence Est |
| No             | Franchise              | Vic.           | Déf.           | PCT            |
| -------------- | ---------------------- | -------------- | -------------- | -------------- |
| 1              | Bulls de Chicago C     | 69             | 13             | 84.1           |
| 2              | Heat de Miami          | 61             | 21             | 74.4           |
| 3              | Knicks de New York     | 57             | 25             | 69.5           |
| 4              | Hawks d'Atlanta        | 56             | 26             | 68.3           |
| 5              | Pistons de Détroit     | 54             | 28             | 65.9           |
| 6              | Hornets de Charlotte   | 54             | 28             | 65.9           |
| 7              | Magic d'Orlando        | 45             | 37             | 54.9           |
| 8              | Bullets de Washington  | 44             | 38             | 53.7           |
|                |                        |                |                |                |
| 9              | Cavaliers de Cleveland | 42             | 40             | 51.2           |
| 10             | Pacers de l'Indiana    | 39             | 43             | 47.6           |
| 11             | Bucks de Milwaukee     | 33             | 49             | 40.2           |
| 12             | Raptors de Toronto     | 30             | 52             | 36.6           |
| 13             | Nets du New Jersey     | 26             | 56             | 31.7           |
| 14             | 76ers de Philadelphie  | 22             | 60             | 26.8           |
| 15             | Celtics de Boston      | 15             | 67             | 18.3           |

| Division Atlantique   | V  | D  | PCT  | GB |
| --------------------- | -- | -- | ---- | -- |
| Heat de Miami         | 61 | 21 | 74.4 | -  |
| Knicks de New York    | 57 | 25 | 69.5 | 4  |
| Magic d'Orlando       | 45 | 37 | 54.9 | 16 |
| Bullets de Washington | 44 | 38 | 53.7 | 17 |
| Nets du New Jersey    | 26 | 56 | 31.7 | 35 |
| 76ers de Philadelphie | 22 | 60 | 26.8 | 39 |
| Celtics de Boston     | 15 | 67 | 18.3 | 46 |

## Effectif
| Numéro | Joueur           | Position | Provenance              |
| ------ | ---------------- | -------- | ----------------------- |
| 4      | David Wesley     | PG       | Baylor                  |
| 5      | Michael Hawkins  | PG       | Xavier                  |
| 7      | Dee Brown        | PG       | Jacksonville University |
| 8      | Antoine Walker   | PF       | Kentucky                |
| 9      | Greg Minor       | SF       | Louisville              |
| 11     | Dana Barros      | PG       | Boston College          |
| 13     | Todd Day         | SG       | Arkansas                |
| 29     | Pervis Ellison   | PF       | Louisville              |
| 30     | Marty Conlon     | C        | Providence              |
| 34     | Frank Brickowski | PF       | Penn State              |
| 40     | Dino Radja       | C        |                         |
| 43     | Brett Szabo      | C        | Augustana College (SD)  |
| 44     | Rick Fox         | SF       | UNC                     |
| 53     | Alton Lister     | C        | Arizona State           |
| 55     | Eric Williams    | SG       | Providence              |

## Statistiques
| Joueur           | MJ | MC | MPG  | FG%  | 3P%  | FT%  | RPG | APG | SPG | BPG | PPG  |
| ---------------- | -- | -- | ---- | ---- | ---- | ---- | --- | --- | --- | --- | ---- |
| Dana Barros      | 24 | 8  | 29.5 | .435 | .410 | .860 | 2.0 | 3.4 | 1.1 | 0.3 | 12.5 |
| Frank Brickowski | 17 | 2  | 15.0 | .438 | .350 | .714 | 2.0 | 0.9 | 0.3 | 0.2 | 4.8  |
| Dee Brown        | 21 | 2  | 24.9 | .367 | .308 | .818 | 2.3 | 3.2 | 1.5 | 0.3 | 7.6  |
| Marty Conlon     | 74 | 15 | 21.8 | .471 | .200 | .842 | 4.4 | 1.4 | 0.6 | 0.2 | 7.8  |
| Todd Day         | 81 | 27 | 28.1 | .398 | .362 | .773 | 4.1 | 1.4 | 1.3 | 0.6 | 14.5 |
| Nate Driggers    | 15 | 0  | 8.8  | .302 | .000 | .714 | 1.5 | 0.4 | 0.2 | 0.1 | 2.4  |
| Pervis Ellison   | 6  | 4  | 20.8 | .375 |      | .600 | 4.3 | 0.7 | 0.8 | 1.5 | 2.5  |
| Rick Fox         | 76 | 75 | 34.9 | .456 | .363 | .787 | 5.2 | 3.8 | 2.2 | 0.5 | 15.4 |
| Steve Hamer      | 35 | 3  | 7.7  | .526 | .000 | .552 | 1.7 | 0.2 | 0.1 | 0.1 | 2.2  |
| Michael Hawkins  | 29 | 0  | 11.2 | .426 | .323 | .800 | 1.1 | 2.2 | 0.6 | 0.0 | 2.8  |
| Stacey King      | 5  | 0  | 6.6  | .714 |      | .667 | 1.8 | 0.2 | 0.0 | 0.2 | 2.4  |
| Alton Lister     | 53 | 2  | 9.7  | .416 |      | .742 | 3.2 | 0.2 | 0.2 | 0.3 | 1.6  |
| Greg Minor       | 23 | 15 | 23.8 | .480 | .125 | .861 | 3.5 | 1.5 | 0.7 | 0.1 | 9.6  |
| Dino Radja       | 25 | 25 | 35.0 | .440 | .000 | .718 | 8.4 | 1.9 | 0.9 | 1.9 | 14.0 |
| Brett Szabo      | 70 | 24 | 9.5  | .446 | .000 | .738 | 2.4 | 0.2 | 0.2 | 0.5 | 2.2  |
| Antoine Walker   | 82 | 68 | 36.2 | .425 | .327 | .631 | 9.0 | 3.2 | 1.3 | 0.6 | 17.5 |
| David Wesley     | 74 | 73 | 40.4 | .468 | .360 | .781 | 3.6 | 7.3 | 2.2 | 0.2 | 16.8 |
| Eric Williams    | 72 | 67 | 33.8 | .456 | .250 | .752 | 4.6 | 1.8 | 1.0 | 0.2 | 15.0 |

## Récompenses
- Antoine Walker, NBA All-Rookie First Team